# 有害図書
有害図書（ゆうがいとしょ）、不健全図書（ふけんぜんとしょ）とは、性・暴力・自殺・犯罪などに関して、露骨な、もしくは興味本位の取り上げ方をし、青少年の人格形成に有害である可能性があるとして政府や地方政府などによって指定される出版物である。書籍や雑誌のような出版物だけでなく、ゲームソフトなども対象となる場合がある。
なお、「不健全図書」や「有害図書」といった名称については、言葉のイメージから成人への流通にも弊害を生じさせかねないとして、東京都では「8条指定図書」、大阪府では「13条指定図書」へと改められている。

## 日本

### 概要
青少年保護育成条例に基づき、都道府県知事（県として有害図書指定制度がない長野県においては、一部の市町村長）が「成人向けマークの付いていない書籍」を対象として個別指定する。指定を受けたら、書店では包装（多くはビニールシュリンクパック）した上で成人専用コーナーに陳列し、青少年（18歳未満の者）に対しては売ってはならないことになっている（都道府県により陳列方法などの詳細は異なる）。
わいせつ物頒布罪（刑法175条）により全面的に頒布が禁止される「わいせつ物」とは違い、18歳以上の者への販売は禁止されない。また、条例に基づき自治体が指定するという点で、出版社の自主規制により成人向けマークが付けられる通常の「成人向け漫画」などとも異なる。
2021年時点では、日本全国で年間延べ数百冊の書籍が有害図書に指定されているが、年に数十冊ほど指定する自治体がある一方で、個別指定を事実上行わない自治体も多く、地域によってかなり運用に差がある。

### 運用
以下、特記ないかぎり東京都の場合の運用について記載する。
東京都青少年健全育成条例および同条例の運用に基いて、「成人向けマーク等の付いていない図書類等（書籍、雑誌、映画など）、玩具、刃物類」を対象として、自主規制団体からの意見を聴取し、青少年健全育成委員会に諮問、審議の上指定を決定する。
指定対象は、「図書類又は映画等で、その内容が、青少年に対し、著しく性的感情を刺激し、甚だしく残虐性を助長し、又は著しく自殺若しくは犯罪を誘発するものとして、東京都規則で定める基準に該当し、青少年の健全な成長を阻害するおそれがあると認められるもの」（第8条1項1号）となっている。2011年7月1日以降は、漫画やアニメ などで「強姦等の著しく社会規範に反する性交又は性交類似行為を、著しく不当に賛美し又は誇張するように描写し、又は表現する」ものも指定の対象となる（第8条1項2号）。
指定を受けた図書類は、青少年（18歳未満の者）に販売し、頒布し、又は貸し付けてはならない（罰則あり）。また、指定された方法で全体を包装または紐掛けをし、指定された方法で区分陳列をしなければならない。
また同条例は、図書類等の発行者および自主規制団体の自主判断により「成人向けマーク等」を付与すべき努力義務を規定しており、これにより「成人向けマーク等」を付与した図書類を「表示図書類」と呼称している（9条の2・自主規制）。
表示図書類も、自主規制として8条指定図書と同様に青少年への販売等制限、および包装または紐かけ陳列、区分陳列をする努力義務がある（罰則なし）。
都知事は、8条指定図書類が定期刊行物である場合、「成人向けマーク等」を付与して表示図書類とするよう発行業者等に勧告できる。また、発行業者が一定期間内に基準以上の回数その発行図書類について8条指定を受けた場合には、当該発行業者等または自主規制団体に対して改善を勧告できる。当該勧告を受けてもなお8条指定を受けた図書類がある場合、当該業者を公表できるとしている。また、「表示図書類」の努力義務に違反している販売業者（店舗等）に対しても改善を勧告できる。なお、表現の自由に配慮するため、本条例の本規定に基づく公権力による発行業者等に対する発禁処分や不利益処分は、勧告や公表等を除き一切ない。
なお、東京都では本規定に基づく指定図書類等について「不健全図書（類等）」という名称を用いていたが、後述のとおり2024年9月以降は、報道発表などで「8条指定図書（類等）」という名称が用いられている。

### 問題点
有害図書は自治体の条例によって指定されるので、その法的効力は原則的に各自治体の領域内にしか及ばないが、東京都による不健全指定は、出版倫理協議会やAmazon.co.jpにおける自主規制の基準となっているため、全国的な影響力を持っている（後述）。
2010年代後半以降は不健全指定図書の大半がボーイズラブ作品となっており、参議院議員の山田太郎は、こうした青少年健全育成を理由としたBLの規制に危惧を表明している。具体的には、2017年を機に男性向け漫画と女性向けBL漫画の不健全指定の比率が逆転してBLの方が多くなっているが、これは男性向けの過激な作品が初めから成人向けマークを付けて販売される一方で、BLは女性向けという性質上、概ね男性向けのみが占める18禁コーナーには置きづらいことが一因とされる。漫画家の森川ジョージによれば、東京都の不健全図書指定により100人以上のBL漫画作家が収入を断たれたとされる。
実写系書籍、雑誌もかつては不健全指定されていたものの、2023年7月時点で最後に不健全指定された実写系雑誌は高齢者向けのセックスハウツー本であった『わたしの健康DX2』（主婦の友社、2015年指定）である。
2022年12月には元都議会議員の栗下善行が、「不健全図書」という名称は成人にとっても有害であるかのような誤解を招くとして変更を求める陳情を都議会に提出し、漫画家のちばてつや、森川ジョージ、諌山創らの賛同も得た。この陳情は不採択に終わったが、陳情審査においては「改称について検討すべき」との前向きな意見も出された。2024年、東京都はこうした流れを受けて、条例自体の改正はしないものの、報道発表や告示などにおける「不健全図書」の名称を変更する方針を固めた。同年9月の報道発表からは、「東京都青少年の健全な育成に関する条例第8条の規定による図書類（8条指定図書類）」という名称が使われている。また同年12月には、大阪府も東京都と同様の理由により、従来の「有害図書」の名称を「13条指定図書類」に変更することを発表した。
漫画評論家の永山薫は、東京都の不健全指定が2023年1月から5月までの間にBL漫画1冊しかされていない現状から、「そもそも今の青少年が紙の本を読んで非行に至るとは考えられず、条例の大義名分が形骸化する中で、東京都も慎重にならざるをえないのではないか」と解説している。
有害図書の指定に当たっては、出版物本体にあたる印刷物だけでなく付録として添付されるCD-ROMなどの中身も審査の対象となるため、一時は本誌には性的な内容が全く含まれないパソコン雑誌が「付録CD-ROMの中に性的な画像が記録されている」という理由で有害図書指定される例も相次いだ。このため出版社によっては、成人向け雑誌部門を別会社として切り離したり、有害図書指定取り消しを求める訴訟に発展するケースも見られた（後述）。
一部の都道府県ではコンピュータゲームソフトも有害図書制度の対象とされており、神奈川県では『グランド・セフト・オートIII』が有害図書に指定されている（その後、大阪府などいくつかの都府県でも指定された）。

### 流通業界の対応
有害図書に指定された書籍（『完全自殺マニュアル』（鶴見済）など）は、一部の書店で陳列販売されていない。小さな書店では、区分陳列のスペース確保と年齢認証の煩雑さなどから取り扱わず、顧客の注文で出版取次から取り寄せるケースとなる。
Amazon.co.jpでは成人向けマーク付きの商品は販売しているが、東京都によって不健全指定された書籍の取り扱いは規約で禁止しており、該当する書籍はAmazonのウェブページから削除される。また、鳥取県の条例では県外の事業者も規制対象としており、鳥取県で有害指定された書籍がAmazon.co.jpで販売停止となった事例がある。
その一方、不健全指定や有害指定自体は販売を全面禁止するものではなく、あくまでも青少年への販売を規制するものに過ぎないため、Amazon以外のECサイトでは「成人向け商品」として販売が継続されているケースが多い。なお、東京都により不健全指定された書籍のタイトルは東京都のウェブサイト上の8条指定図書類一覧で確認できる。
出版業界の主要4団体が1963年（昭和38年）に設立した出版倫理協議会では、1965年（昭和40年）に自主規制ルールとして「東京都の不健全図書（有害図書）として連続3回、もしくは1年間に5回以上指定された雑誌は、特別な注文等がない限り取次業者では扱わない」というルールを定めており、そのためこのルールに該当した出版物は事実上書店での販売が困難となる。その場合出版社は成人向けに限定した形でアダルトグッズショップや直接販売などの通販・チャンネルで販売を継続するか、もしくは廃刊・絶版するかの選択を余儀なくされることがある。
また、大手コンビニチェーンや書店の中には「前記の取次停止ルールに該当する出版物を発行している出版社の出版物は、有害図書指定されていない他の出版物も含めて一切取り扱わない」という方針を示しているところもあり、そのためコンビニ販売が主力となる雑誌類を抱えている出版社の中には、万が一の事態に備えて成人向け雑誌・書籍部門を別会社として本体から切り離す動きも見られる（例：毎日コミュニケーションズ→MCプレス）。
フリーマーケットサイトのメルカリでは、有害図書・不健全図書を含め、成人向け作品全般の出品を禁止しているが、有害図書・不健全図書には成人向けマークが付いていないため、出品者が事前に気づくことが難しいという問題がある。

### 最高裁における合憲判断
青少年保護育成条例における有害図書指定制度は、青少年の健全な育成を目的に、性や暴力に関して露骨な描写を含んだ書籍などを「有害図書」などに指定することで、青少年への販売を禁止するものである。これは明らかに青少年の「知る権利」を制限するものであるから、日本国憲法第21条との関係でその合憲性が問われることになる。
これが実際に問題となったのが「岐阜県青少年保護育成条例事件」（最高裁判所平成1年9月19日第三小法判決 刑集43巻8号785頁）である。最高裁は、悪書が「青少年の健全な育成に有害であることは、既に社会共通の認識になっていると言ってよい」とし、またその目的達成のためにはやむを得ない規制であるとの理由からこの条例は合憲であるとした。

これには「有害図書」と青少年の非行が安易に結びつけられているとの批判がある。伊藤正己裁判官による補足意見もその点を指摘している（有害図書の規制が合憲であるためには、「青少年非行などの害悪を生ずる相当の蓋然性」があることが必要とコメントしている。ただし、結論としては本条例の合憲性を認めている）。

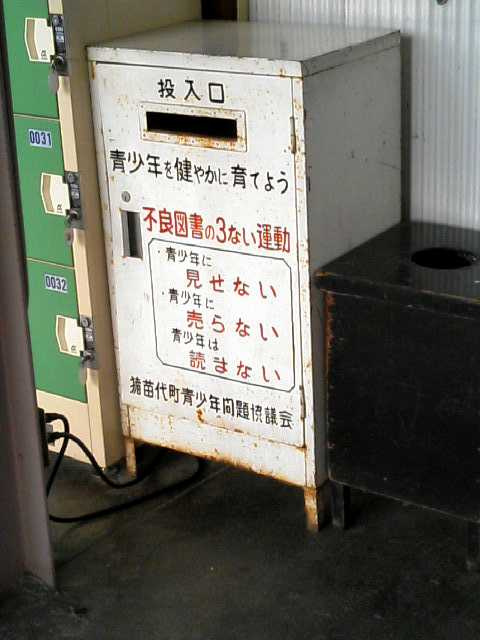
猪苗代町内に設置された白ポスト。所帯持ちの成年が有害図書を自宅に持ち帰らないよう読み捨て出来るようにしたもの

### 有害図書規制の進展
以下では、有害図書法制に関する歴史と、特筆すべき有害図書指定の事例について取り上げる。ここに挙げられている有害図書の例は全体のごく一部であり、この他にも各都道府県（長野県の場合は一部の市町村）によって多数の書籍が有害図書に指定されている。なお、指定対象となった書籍のタイトルなどは、各地方自治体の青少年担当課のウェブサイトなどで確認できる。
- 1950年、『チャタレイ夫人の恋人』（小山書店）をわいせつ文書として押収（チャタレー事件）[24]。
- 1950年、岡山県議会、「図書による青少年の保護育成に関する条例（青少年保護育成条例）」可決（初の有害図書排除条例）。
- 1951年、和歌山県、青少年保護育成条例を制定[25]。
- 1951年、わいせつ出版物の取締り強化、行きすぎ事件続出で出版界代表が陳情[24]。
- 1952年、香川県、青少年保護育成条例を制定[25]。
- 1955年、神奈川県、青少年保護育成条例公布、有害図書の販売を規制。各県で条例制定の傾向強まる。
- 1955年、この頃をピークとして「悪書追放運動」が起こった。「日本子どもを守る会」「母の会連合会」「PTA」による「悪書追放運動」。同運動は、手塚治虫の『鉄腕アトム』を含む漫画を校庭に集めて「焚書」にするといった「魔女狩り」が行われる[26]。

さらに図書選定制度や青少年保護育成法案を提唱、実質的な検閲を要求するまでにいたる。出版社側は連名でこれに反発する。この悪書追放運動は、その後も止むことなく、1950年代の後半まで続いた。
1955年（昭和30年）の悪書追放運動の直接的な所産としては、北海道(1955年)、福岡県(1956年)、大阪府(1956年)に青少年保護育成条例が制定され、有害図書が規制された。
- 1960年（昭和35年）、宮城県が青少年保護育成条例を制定。その際に青少年条例制定に反対して来た宮城県児童福祉審議会委員長の中川善之助（東北大学法学部教授）が「現に（青少年条例を）制定した県の統計でも、その後少年犯罪[27]はちっとも減っていないではないか」と言い、審議会に辞表を提出した[25]。
- 1964年（昭和39年）、東京都が青少年健全育成条例を制定し、都における不健全図書指定制度が開始。
- 1976年（昭和51年） - 1980年（昭和55年）、自販機本による有害図書類の販売を制限する条項の導入のために、これまで青少年保護条例のなかった都道府県でも条例の制定が相次ぎ、1980年には43都道府県で青少年条例が制定された[25]。
- 1984年（昭和59年）、自民党の三塚博政務調査会副会長が2月14日の衆議院予算委員会で、少女向けの雑誌に対し「このような雑誌を小中学生の少女達が読んでいるのは極めて憂慮すべき問題」と発言（いわゆる「三塚発言」）。具体的に、主婦の友社『ギャルズライフ』、飛鳥新社『ポップティーン』、近代映画社『エルティーン』、学習研究社『キッス』、平和出版『キャロットギャルズ』の5誌を取り上げた（図書規制法を参照）。これにより翌日の2月15日には早くも『キッス』『キャロットギャルズ』が廃刊を発表。また『ギャルズライフ』と『ポップティーン』は「内容を過激な性表現を抑えた平穏なものへ軌道修正する」と発表した[28]。
- 1989年（平成元年）、東京・埼玉連続幼女誘拐殺人事件が発生、宮﨑勤が逮捕され、大量のアダルトビデオを所持していたとされる報道がなされたが、宮崎が大量のアダルトビデオを所持していたとされる件に関して漫画家のとり・みきが『月刊ニュータイプ1989年11月号』において、取材記者の手により雑誌の位置を動かすなどの演出があった事を指摘している。犯人の宮崎は実際は、ホラービデオとロリコンビデオを多量に所持していた[29]。この事件の発生により、このようなものが人間に悪影響を及ぼす（「メディア効果論」参照）という風潮が高まる。
- 1990年（平成2年）、前述の風潮の煽りを受け、朝日新聞が漫画本が子供に悪影響を与えるという旨の社説を掲載した[30]。まだ事件の余波も残っていた時期でもあり、和歌山県田辺市の主婦らが中心となり「コミック本から子どもを守る会」が結成され、署名運動を展開。これに各地のPTAや「親の会」が賛同、対象年齢が小学生と低めだった週刊少年ジャンプを特に非難した。黒人差別をなくす会による手塚治虫批判も同時期である。1980年代半ばから展開された性的描写の含む漫画への批判がこの運動に合流、出版社側は出版問題懇話会を設置し性的描写の自主規制に乗り出す。
- 1991年（平成3年）、東京都議会が「有害図書類の規制に関する決議」を採択、東京都青少年の健全な育成に関する条例の強化に乗り出す。
- 1997年（平成9年）、1993年（平成5年）に出版されていた『完全自殺マニュアル』が、自殺を誘発するとして群馬県などで有害図書指定された。酒鬼薔薇事件の余波でメディア影響論が激化し規制が強まる（神戸連続児童殺傷事件#表現規制）。
- 2000年（平成12年）、浦和駅、東海村、大阪府で発生した一連の爆弾事件で犯人が1998年（平成10年）より刊行されていた『危ない28号』を参考に爆発物を製造したと供述した結果、全国18都道府県で有害図書指定された[31][32]。
- 2005年（平成17年）、三重県で『図解アリエナイ理科ノ教科書』が甚だしく粗暴性を助長する等青少年の福祉を阻害するおそれがあるとして有害図書指定された。
- 2006年（平成18年）、神奈川県で『ふたりエッチ』と『ユリア100式』が過激な性描写があるとして有害図書指定。また、茨城県では『多重人格探偵サイコ』が残虐な描写があるとして有害図書に指定された。同年、メディアを著しく規制した強引な検閲が認可された現代日本を描く『図書館戦争』が発刊され、多くの人が図書検閲に対する考えを見直すこととなった。また、2013年には実写映画化された。
- 2007年（平成19年）、秋田県と福島県で『黒鷺死体宅配便』が猟奇的な描写があるとして有害図書に指定された。
- 2010年（平成22年）、福島県と長崎県で『ひぐらしのなく頃に解 祭囃し編（漫画版）』が残虐な描写があるとして有害図書に指定される。さらに福岡県でも『実話誌』5誌が暴力団を過度に美化しているとして有害図書に指定された。また、東京都では青少年の健全な育成に関する条例が改正され、不健全図書の指定に関する新基準が追加された。
- 2013年（平成25年）、長崎県で『ノ・ゾ・キ・ア・ナ』が過激な性描写があるとして有害図書に指定された。
- 2014年（平成26年）、福島県で『To LOVEる -とらぶる- ダークネス』第9巻を過激な性描写があるとして有害図書に指定される。さらに、東京都では妹ぱらだいす!2(漫画版)に対し、2010年の条例改正で定められた不健全図書の新基準が初めて適用された[33]。
- 2017年（平成29年）3月、東京都で『キミに眠る俺の罪』が不健全図書に指定され、不健全図書の新基準が適用される二番目の事例となるとともに、旧基準と新基準が同時に適用される初めての事例となった[34]。同年10月にも、『監禁された優等生姉妹』が旧基準・新基準の同時適用で不健全指定されている[35]。
- 2022年（令和4年）2月、鳥取県で『アリエナイ医学事典』、『アリエナイ工作事典』、『裏グッズカタログ2022』が有害図書に指定され、当該書籍がAmazon.co.jpで販売停止となった。これに対し出版元の三才ブックスは、有害指定や販売停止の理由が不明確だとして、鳥取県とAmazonに抗議を行った[19]。

### 宝島社訴訟
2000年（平成12年）には、宝島社のパソコン雑誌『DOS/V USER』『遊ぶインターネット』の2誌が、付録CD-ROMの中にアダルト映像を含んでいるという理由で、東京都から3回連続で不健全図書指定を受けた。これに対し宝島社は同年11月、「不健全図書制度は日本国憲法の定める表現の自由を侵害している」という理由で不健全図書指定の取り消しを求める行政訴訟を東京地方裁判所に起こした。
2003年（平成15年）9月、東京地裁は「青少年保護のためには知る権利に一定の制約も必要」として同社の請求を棄却する判決を言い渡した。これを不服とした宝島社は東京高等裁判所に控訴したが、翌2004年（平成16年）6月、東京高裁は控訴を棄却。宝島社はこれに対して上告を行わず、不健全図書指定の取り消しはならなかった。
また、宝島社は不健全図書指定に対抗する目的で一時休刊に追い込まれていた前記の2誌を2001年（平成13年）4月より直販の形で復刊させたものの、採算ラインを大きく割り込み続ける結果となり翌年には再び休刊を余儀なくされた。

## 日本以外での青少年保護法制による「有害図書」に相当する規制
アメリカ合衆国
アメリカにおいては1996年に児童に悪影響を与えるとして、インターネット上でのポルノ画像の配布を禁止する「通信品位法」成立申請書を合衆国最高裁判所に提出したがレノ対アメリカ自由人権協会事件で、アメリカ合衆国憲法違反により無効になっている。
ドイツ
ドイツでは、青少年保護法により「戦争を賛美するもの」なども有害図書とされ青少年に対する提供、販売、広告が禁止されている。また、ナチスに関係する物事・人物などを描くものは内容に関わらず検閲対象となる。
ニュージーランド
ニュージーランドでは、政府映像審査機関によりアメリカのPCゲーム「ポスタル」がマイノリティに対する差別的な表現やジェノサイドの表現が含まれている為、発売禁止処分となった。また、日本のアニメ作品(OVA)『ぷにぷにぽえみぃ』が過激な性的描写を含むポルノ作品だと判断され、発売禁止処分となった。
中華人民共和国(中国)
中華人民共和国(中国)では、School Days(UHFアニメ)や進撃の巨人(同上)、コープスパーティーTS(OVA、ODSアニメ)などの日本のアニメ38作品が、残虐性がある表現を理由に有害指定された。